# ويليام بي. رايس
ويليام بي. رايس (بالإنجليزية: William B. Rice)‏ هو مسير أعمال أمريكي، ولد في 1 أبريل 1840 في هودسون في الولايات المتحدة، وتوفي في 21 مايو 1909 في كوينسي في الولايات المتحدة.